# Glittertind (zespół muzyczny)
Glittertind – norweski zespół muzyczny powstały w 2001 roku w miejscowości Lillesand, wykonujący muzykę na pograniczu viking i folk metalu z elementami punk rocka. Powstał z inicjatywy wokalisty i multiinstrumentalisty Torbjørna Sandvik'a. Teksty grupy, pisane zarówno w języku angielskim jak i w norweskim bokmål, oscylują wokół norweskiej historii i tradycji, natury oraz historii wikingów. 
Nazwa zespołu pochodzi od góry Glittertind, drugiego najwyższego szczytu Norwegii.

## Historia
Pierwsze wydawnictwo zespołu ukazało się 18 maja 2002 roku. Demo Mellom Bakkar Og Berg nagrywane i aranżowane było w całości przez Torbjørna, założyciela i pomysłodawcę grupy, w studio Jotunheim na przełomie 2001 i 2002 roku. Płyta ukazała się nakładem szwedzkiej wytwórni Ultima Thule Records. W maju 2003 roku ukazał się debiutancki album Evige Asatro. Pierwotnie wydany nakładem Ultima Thule Records został zremasterowany i ponownie wydany przez Karmaggedon Media (projekt graficzny wykonał Samuli Ponsimaa, gitarzysta Finntroll).
Kolejne wydawnictwo minialbum Til Dovre Faller zostało wydane celem uczczenia pamięci walczących o niepodległość Norwegii, z okazji stulecia jej uzyskania. Tytuł pochodzi od zapisu norweskich patriotów z 1814 roku, którzy stwierdzili iż będą walczyć o niepodległość póki nie runą góry w Dovre. Płyta ukazała się 18 kwietnia 2005 roku nakładem Karmageddon Media.
W 2008 roku zespół podpisał długoterminowy kontrakt z austriacką wytwórnią Napalm Records.
Drugi album studyjny zatytułowany Landkjenning ukazał się 27 maja 2009 roku. Teksty dotyczą historii Norwegii, zwłaszcza okresu panowania króla Norwegii Olafa I Tryggvasona, kiedy w kraju próbowano siłą wprowadzić religię chrześcijańską. Album znalazł się na listach najlepszych albumów metalowych w Norwegii.

## Muzycy
Opracowano na podstawie materiału źródłowego:
| Obecny skład zespołu - Torbjørn Sandvik – śpiew, gitary, gitara basowa, perkusja, instrumenty klawiszowe (od 2001) - Geirmund Simonsen – gitary, gitara basowa, perkusja, akordeon, organy, śpiew, programowanie (od 2008) - Bjørn Nordstoga – gitara basowa (od 2010) - Geir Holm – perkusja (od 2010) - Stefan Theofilakis – flet, śpiew (od 2010) - Olav Aasbø – gitary, śpiew (od 2010) | Byli członkowie zespołu - Andreas Paulsen – gitara basowa - Anders Eek – perusja - Henri Sorvali – instrumenty klawiszowe - Mats Lerberg – śpiew, gitary |

## Dyskografia
Opracowano na podstawie materiału źródłowego:
Albumy studyjne
- Evige Asatro (2003, Ultima Thule Records)
- Landkjenning (2009, Napalm Records)

Inne
- Mellom Bakkar Og Berg (demo, 2002, Ultima Thule Records)
- Heathen Soil (demo, 2004, Karmageddon Media)
- Til Dovre Faller (EP, 2005, Karmageddon Media)
- Evige Asatro / Til Dovre Faller (kompilacja, 2009, Napalm Records)